# From the North (album de Raised Fist)
From the North es el sexto álbum de la banda sueca de hardcore punk Raised Fist, publicado el 19 de enero de 2015.

## Lista de canciones
| N.º | Título                 | Duración |  |
| 1.  | «Flow»                 | 2:57     |  |
| 2.  | «Chaos»                | 2:38     |  |
| 3.  | «Man & Earth»          | 3:52     |  |
| 4.  | «In Circles»           | 2:43     |  |
| 5.  | «We Will Live Forever» | 3:13     |  |
| 6.  | «Sanctions»            | 2:18     |  |
| 7.  | «Ready to Defy»        | 3:23     |  |
| 8.  | «Depression»           | 3:06     |  |
| 9.  | «Gates»                | 2:11     |  |
| 10. | «Until the End»        | 2:57     |  |
| 11. | «Unsinkable»           | 3:00     |  |

## Posiciones en las listas
| Listas (2015)                 | Posiciones en listas |
| ----------------------------- | -------------------- |
| Álbumes australianos ( ARIA ) | 93                   |
| Gráficos finlandeses          | 14                   |

## Créditos
Raised Fist
- Alexander "Alle" Hagman – Voz.
- Jimmy Tikkanen – Gguitarra.
- Daniel Holmberg – Guitarra.
- Andreas "Josse" Johansson - Bajo.
- Matte Modin – Batería.

- Roberto Laghi – Producción y mezcla.
- Jacob Herrmann – Coproducción e ingeniería.